# Pedro (Film)
Pedro (im Portugiesischen auch A Viagem de Pedro, internationaler englischsprachiger Titel Pedro, Between the Devil and the Deep Blue Sea) ist ein historisches Filmdrama von Laís Bodanzky, das im Oktober 2021 beim São Paulo International Film Festival seine Premiere feierte und im Mai 2022 in die portugiesischen Kinos kam.

## Handlung
Es ist das Jahr 1831, als sich Dom Pedro, der ehemalige Kaiser von Brasilien, auf den Weg über den Atlantik nach Europa macht, um sich seinem jüngeren Bruder Miguel zu stellen, der sein Königreich in Portugal an sich gerissen hat. Er tut dies an Bord der englischen Fregatte „Warspite“, auf der sich neben Mitgliedern des Hofes, Offizieren und Dienern auch Sklaven befinden. Es herrscht dort ein Babel von Sprachen.

## Produktion

### Filmstab und Besetzung

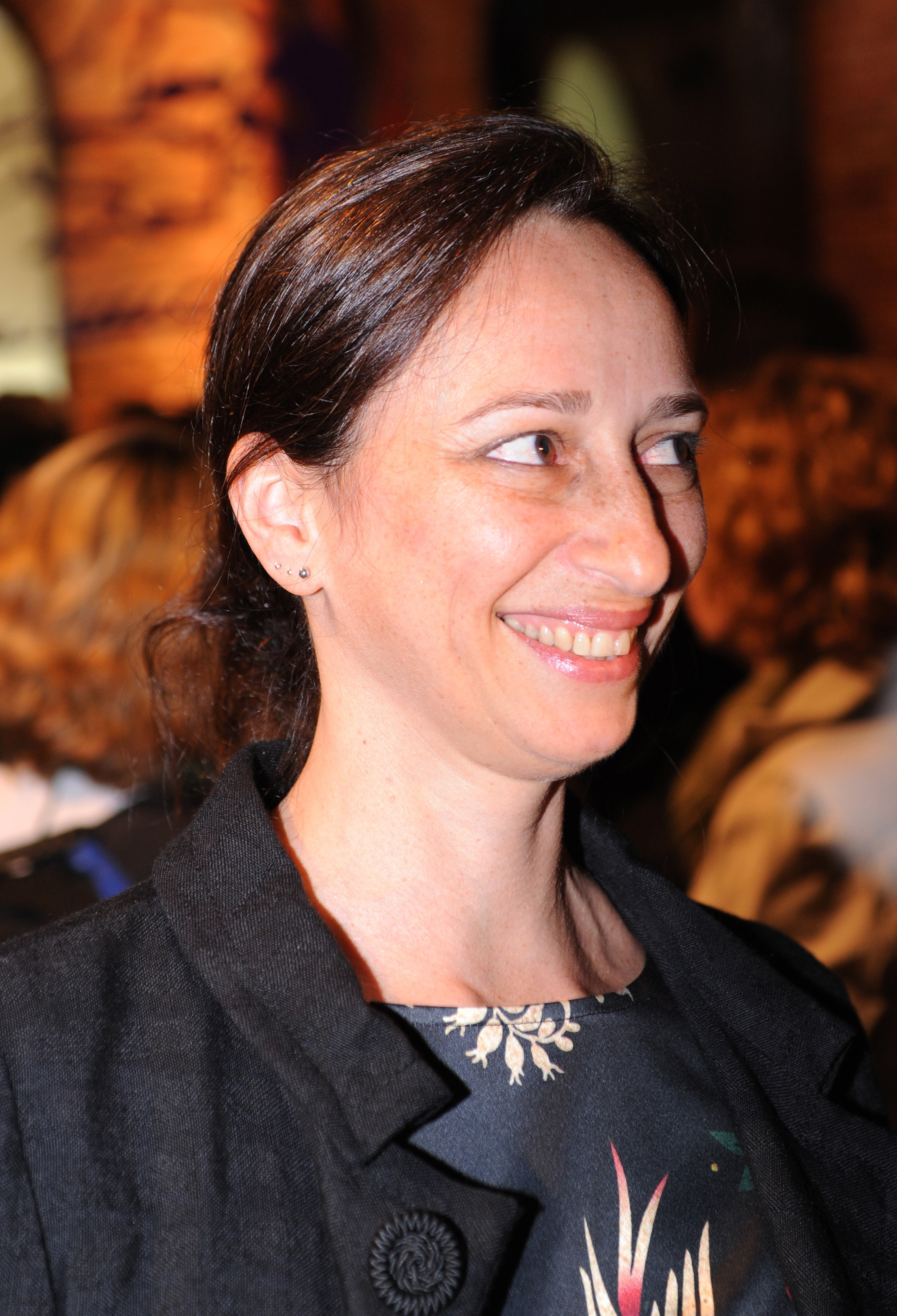
Regisseurin Laís Bodanzky

Regie führte Laís Bodanzky, die gemeinsam mit Luiz Bolognesi und Chico Mattoso auch das Drehbuch schrieb. Bodanzky realisierte in der Vergangenheit eine Reihe von Dokumentarfilmen, einige davon auch als Produzentin.
Cauã Reymond spielt in der Titelrolle Dom Pedro I. In weiteren Hauptrollen sind Renan Bleastè als Renan Bleastè und der in Deutschland lebende Schauspieler Welket Bungué als Konteradmiral Lars zu sehen. Luísa Cruz spielt Pedros Mutter Carlota Joaquina, Luisa Gattai seine Tochter Maria da Glória und Isac Graça seinen Bruder Dom Miguel. Celso Frateschi ist in der Rolle von Bonifácio zu sehen, der die Unabhängigkeitsbewegung in São Paulo vorantrieb. Die Street-Art-Künstlerin Rita Wainer ist in ihrem Schauspieldebüt in der Rolle von Domitila zu sehen. Die deutsche Schauspielerin Luise Heyer spielt Leopoldina, der irische, aus der Serie Game of Thrones bekannte Schauspieler Francis Magee übernahm die Rolle von Commander Talbot. Der Portugiese João Lagarto spielt Dom João VI, Isabél Zuaa spielt Dira und Gustavo Machado Chalaça.

### Dreharbeiten

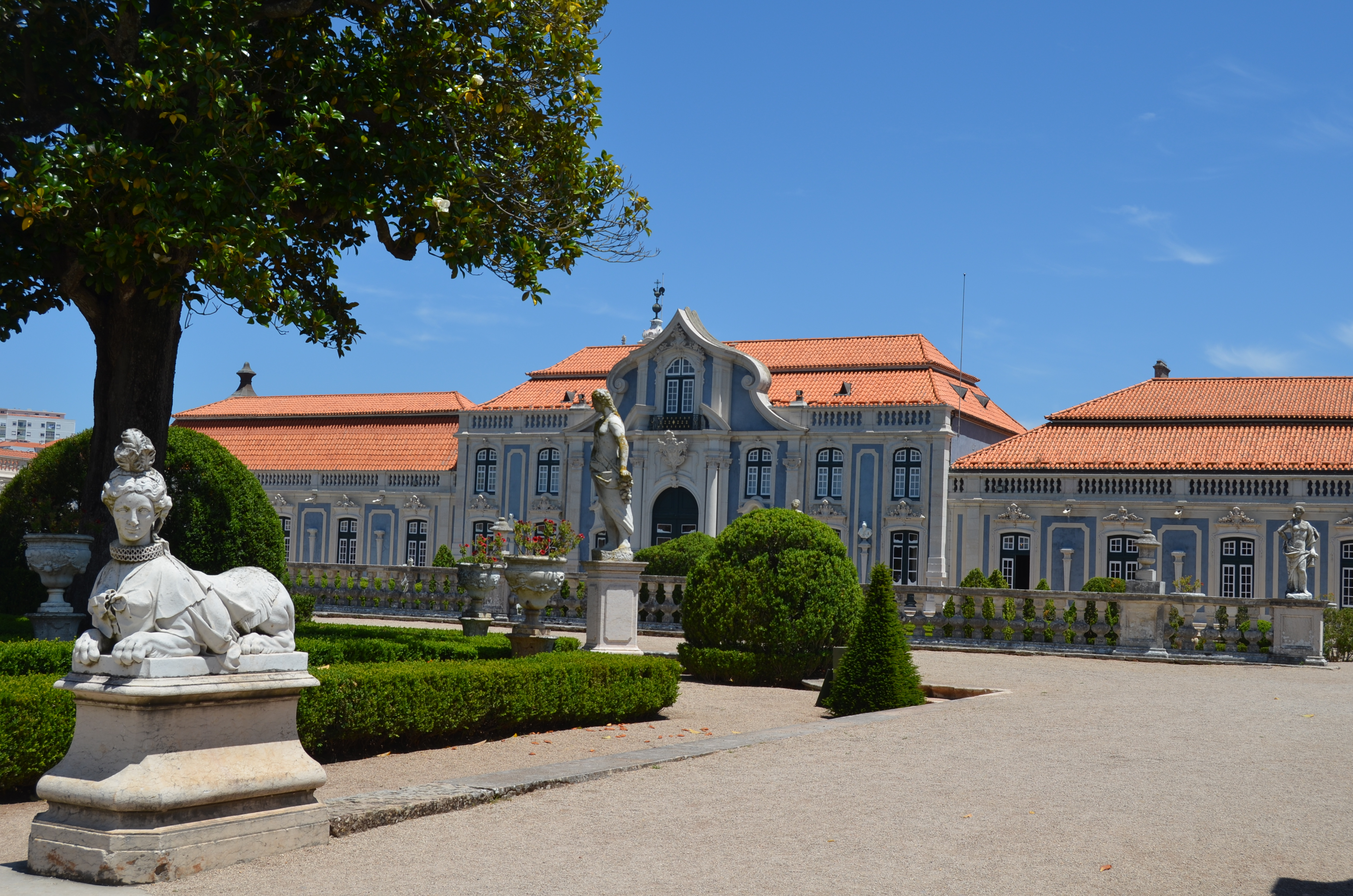
Einer der Drehorte: der Palácio Nacional de Queluz

Bodanzky und sein Team hatten das Privileg, unter anderem im Palácio Nacional de Queluz in der gleichnamigen Stadt in der Nähe von Lissabon zu filmen, einer der größten Rokoko-Schlossanlagen Europas, wo Dom Pedro I geboren wurde und starb, sowie im Palácio Nacional da Ajuda, der Residenz vieler portugiesischer Königsfamilien. Auch auf der Insel Faial auf den Azoren erfolgten Aufnahmen, wo Dom Pedro 1831 nach der Überfahrt von Brasilien nach Portugal landete. Die Dreharbeiten in Portugal erstreckten sich über mehrere Wochen in den Dezember 2018 hinein. In Brasilien wurden fast sieben Wochen lang die meisten Szenen innerhalb der britischen Fregatte Warspite und außerhalb der Cisne Branco der brasilianischen Marine gedreht, einer Nachbildung der damaligen Schiffe. Das Innere der Fregatte wurde in einem Studio in São Paulo gedreht. Einige Aufnahmen entstanden zudem auf hoher See, während einer Überfahrt von Salvador nach Rio de Janeiro, in Arraial do Cabo und auf einer Farm in Rio das Flores im Bundesstaat Rio de Janeiro. Als Kameramann fungierte der Spanier Pedro J. Márquez.

### Veröffentlichung
Die Premiere erfolgte am 21. Oktober 2021 beim São Paulo International Film Festival.
Am 8. Mai 2022 wurde der Film bei IndieLisboa erstmals in Portugal gezeigt. Am 19. Mai 2022 kam er dort in die Kinos.
Die US-Premiere ist Anfang Juni 2022 beim Brooklyn Film Festival geplant.

## Rezeption

### Kritiken

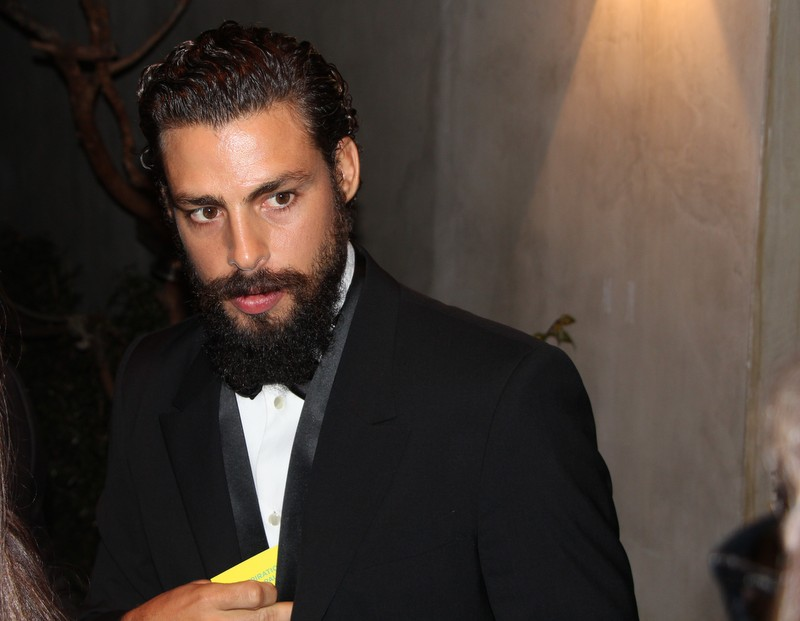
Cauã Reymond spielt in der Titelrolle Dom Pedro I

Teresa Vieira schreibt in ihrer Kritik im europäischen Online-Filmmagazin Cineuropa, als Zuschauer erhalte man durch Laís Bodanzkys Augen und durch Cauã Reymonds Schauspiel eine meisterhafte Dekonstruktion des „Konzepts“ des stets als Helden beschriebenen Dom Pedro. Im Film werde er als jemand mit einer Vielzahl von Emotionen, Kämpfen und Fehlern präsentiert. Durch eine geschickte Montage, die einen in seine Kindheit und in die Welt seiner Albträume führt, sehe man, wie dieser Charakter allmählich an den Rand des Wahnsinns gelangt. Durch ein akribisch gut geschriebenes Drehbuch, kombiniert mit starken schauspielerischen Leistungen und einer Vielfalt an gezeigten Persönlichkeiten, Generationen und sozialen Schichten, bekomme man aber auch ein klares Gefühl dafür, was es einst bedeutete und manchmal immer noch bedeutet, eine Frau zu sein.

### Auszeichnungen
São Paulo International Film Festival 2021
- Nominierung als Bester Film (Laís Bodanzky)[5]